# Francia en los Juegos Olímpicos de Sankt Moritz 1948
Francia estuvo representada en los Juegos Olímpicos de Sankt Moritz 1948 por un total de 36 deportistas que compitieron en 7 deportes.  
El portador de la bandera en la ceremonia de apertura fue el esquiador alpino James Couttet.

## Medallistas
El equipo olímpico francés obtuvo las siguientes medallas:
| Nombre         | Deporte      | Competición |
| -------------- | ------------ | ----------- |
| Oro            |              |             |
| Henri Oreiller | Esquí alpino | Descenso M  |
| Henri Oreiller | Esquí alpino | Combinada M |
| Plata          |              |             |
| James Couttet  | Esquí alpino | Eslalon M   |
| Bronce         |              |             |
| Henri Oreiller | Esquí alpino | Eslalon M   |
| James Couttet  | Esquí alpino | Combinada M |